# Прокофьев, Анатолий Сергеевич
Анатолий Сергеевич Прокофьев (7 августа 1922 — 22 декабря 1988) — участник Великой Отечественной войны, командир орудия батареи 45-миллиметровых пушек 44-го гвардейского Силезского Краснознаменного ордена Александра Невского стрелкового полка (15-я гвардейская Харьковская ордена Ленина Краснознамённая ордена Суворова стрелковая дивизия, 34-й гвардейский Дрезденский стрелковый корпус, 5-я гвардейская армия, 1-й Украинский фронт), гвардии сержант, кавалер ордена Славы трёх степеней.

## Биография
Родился 7 августа 1922 года в городе Смоленск в семье рабочего. Русский. Окончил среднюю школу. Работал слесарем-сборщиком на заводе.

### В РККА
С января 1942 года.

### На фронте
В действующей армии на фронте Великой Отечественной войны с января 1943 года, весь боевой путь прошёл в составе 44-го гвардейского стрелкового полка 15-я гв. сд.

### Подвиг
Принимал участие в Сталинградской битве, Белгородско-Харьковской наступательной операции, освобождении Левобережной Украины, битве за Днепр, Кировоградской, Никопольско-Криворожской, Березнеговато-Снигиревской, Одесской, Львовско-Сандомирской, Сандомирско-Силезской, Нижнесилезской, Верхнесилезской, Берлинской и Пражской наступательных операциях.
После завершения Сталинградской битвы 15-я гвардейская стрелковая дивизия была переброшена на волчанское направление и заняла оборону по берегу реки Северский Донец. 20 марта 1943 года расчёт орудия, в составе которого действовал замковый гвардии ефрейтор А. С. Прокофьев, в бою в районе села Старая Таволжанка (ныне не существует, территория Шебекинского района Белгородской области) подбил один танк противника и автомашину с боеприпасами. Приказом командира полка А. С. Прокофьев был награждён медалью «За отвагу».
В ходе Никопольско-Криворожской наступательной операции 31 января 1944 года в районе села Водяное (ныне Софиевский район Днепропетровской области, Украина) наводчик орудия А. С. Прокофьев принял командование расчётом вместо выбывшего командира. Уверенно управляя огнём, он уничтожил 1 станковый и 2 ручных пулемёта противника, подбил повозку с боеприпасами. Командиром полка представлен к награждению орденом Отечественной войны 2-й степени. Приказом командира 15-й гвардейской стрелковой дивизии от 15 февраля 1944 года гвардии сержант Прокофьев Анатолий Сергеевич награждён орденом Славы 3-й степени.
В июне 1944 года 15-я гвардейская стрелковая дивизия была передислоцирована в полосу 1-го Украинского фронта и в августе введена на сандомирский плацдарм. 20 августа 1944 года, отражая атаку противника на наши позиции в районе села Клемпе (ныне гмина Олесница Сташувского повята Светнокшиекого воеводства, Польша) командир орудия А. С. Прокофьев со своим расчётом подбил танк, уничтожил 4 станковых пулемёта с расчётами, подавил 2 огневые точки, уничтожил до 20 солдат врага. Командиром полка представлен к награждению орденом Красного Знамени. Приказом командующего 5-й гвардейской армией от 7 сентября 1944 года гвардии старший сержант Прокофьев Анатолий Сергеевич награждён орденом Славы 2-й степени.
В марте 1945 года 15-я гвардейская стрелковая дивизия принимала участие в ликвидации группировки противника, окружённой в районе города Бреслау (ныне Вроцлав, Польша). 17 марта 1945 года в районе деревни Никласдорф (ныне Миколайова, гмина Гродкув Бжегского повята Опольского воеводства, Польша) расчёт А. С. Прокофьева подавил 3 огневых точки и уничтожил до 10 солдат противника. На следующий день артиллеристы уничтожили ещё один пулемёт и до отделения немецких солдат.

### После армии
Указом Президиума Верховного Совета СССР от 15 мая 1946 года за образцовое выполнение боевых заданий командования в боях с немецко-фашистскими захватчиками на завершающем этапе Великой Отечественной войны гвардии старшина Прокофьев Анатолий Сергеевич награждён орденом Славы 1-й степени. В 1946 году демобилизован. Жил и работал в городе Смоленск. Умер 22 декабря 1988 года в городе Смоленск.

## Награды
- орден Отечественной войны I степени (11.03.1985)
- Орден Славы I степени (15.05.1946)[2]
- Орден Славы II степени (04.09.1944)[4]
- Орден Славы III степени (15.02.1944)[5]
- Медаль «За оборону Сталинграда»
- Медаль «За отвагу»(22.03.1943)[6]
- Медаль «За отвагу»[7]
- Медаль «За освобождение Праги»
- Медаль «В ознаменование 100-летия со дня рождения Владимира Ильича Ленина» (6 апреля 1970)
- Медаль «За победу над Германией в Великой Отечественной войне 1941—1945 гг.» (9 мая 1945[8])
- Юбилейная медаль «Двадцать лет Победы в Великой Отечественной войне 1941—1945 гг.» (7 мая 1965[9])
- Юбилейная медаль «Тридцать лет Победы в Великой Отечественной войне 1941—1945 гг.»[10]
- Медаль «Сорок лет Победы в Великой Отечественной войне 1941-1945 гг.»[11]
- Медаль «Ветеран Вооружённых Сил СССР»
- Медаль «30 лет Советской Армии и Флота»[12]
- Юбилейная медаль «40 лет Вооружённых Сил СССР»[13]
- Юбилейная медаль «50 лет Вооружённых Сил СССР» (26 декабря 1967[14])
- Юбилейная медаль «60 лет Вооружённых Сил СССР» (28 января 1978[15])
- Юбилейная медаль «70 лет Вооружённых Сил СССР» (28 января 1988[16])
- Знак «Гвардия»
- Знак МО СССР «25 лет Победы в Великой Отечественной войне» (24 апреля 1970[1])